# Ultramarin
Ultramarin je intenzivno plavi pigment. Prirodni ultramarin se prvobitno dobijao mlevenjem poludragog kamena lapis lazulija u prah. Krajem treće decenije XIX veka zamenjen je plavim pigmentom koji je proizveden veštačkim putem. Istraživanja koja su otpočela početkom veka urodila su plodom tek 1828. god. kada su istovremeno hemičari u Francuskoj i Nemačkoj (Guimet, Gmelin, Koting) uspeli da dobiju pigment zadovoljavajućih osobina. Već početkom četvrte decenije počela je industrijska proizvodnja.

## Hemija
Hemijski sastav približno: Na4Al3Si3S2O12, pigment nijanse plave boje dublja od kobalt plave, a svetlija od parisko plave, postojan je prema jakoj svetlosti i alkalima, dok je izuzetno nepostojan prema koselinama. 